# Aimé Vaschy

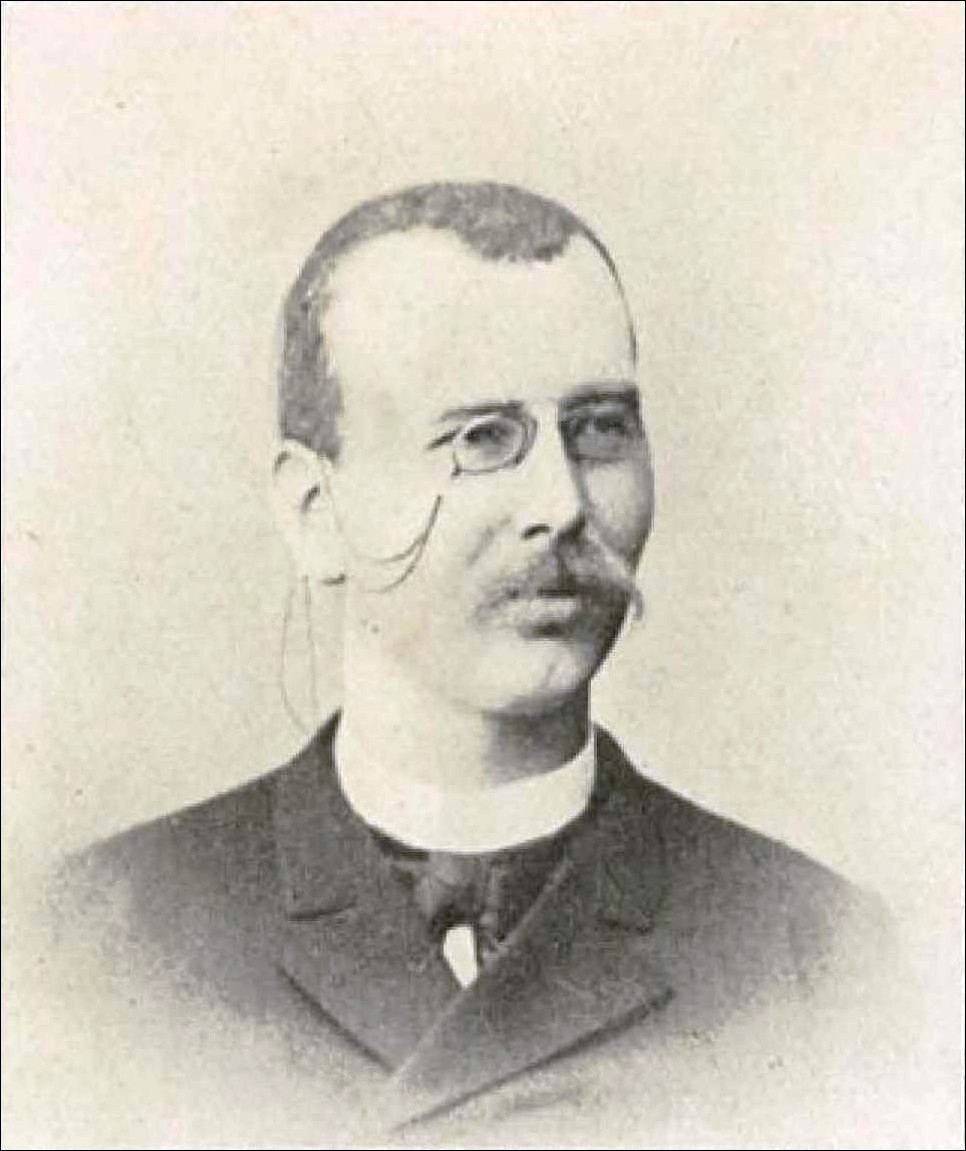
Aimé Vaschy

Aimé Vaschy (* 1857 in Thônes; † 25. November 1899 in Tournon-sur-Rhône) war ein französischer mathematischer Physiker.
Als junger Telegrafeningenieur war er Dozent an der École supérieure de télégraphie.
Zur Piezoelektrizität stellte er die Theorie auf, dass der elektrische Effekt proportional zur Temperaturänderung des Kristalls ist.
In einem Artikel von 1887 über clear telephone circuits entdeckte er, unabhängig von Oliver Heaviside, einen Fehler, und kam zu der Einsicht, dass die Induktivität der Leitungen erhöht werden muss und veröffentlichte das im Juni 1887. Lazare Weiller hatte seinen Vortrag gehört und erhielt am 20. Dezember 1888 das franz. Patent 194,060 auf seine Bespulte Leitung.
In seinem Werk Traité d’électricité et de magnétisme von 1890 präsentierte er auch ein Theorem Léon Charles Thévenins von 1883.
Er belegte, dass das Thévenin-Theorem äquivalent zum Norton-Theorem ist.
Er stellte auch einen Beweis auf für das Buckinghamsches Π-Theorem (Vaschy-Buckingham Theorem).

## Schriften
- Traité d’électricité et de magnétisme : Théorie et applications, instruments et méthodes des mesure électrique. Paris 1890.
- Sur les lois de similitude en physique. In: Annales télégraphiques. Bd. 19 (1892), S. 25–28.
- Sur les lois de similitude en électricité. In: Annales télégraphiques. Bd. 19 (1892), S. 189–211.